# ابرقاره

ابرقاره اَبَرقاره‌های دیرینه بدین‌سان بوده‌اند :
- پانگه آ
- لوراسیا
- گوندوانا
- ننا
- پانوتیا
- رودینیا
- کلمبیا
- کنورلند
- ننا
- اور
- والبارا

## منبع
مک ایودی، کالین، اطلس تاریخیِ آفریقا، ترجمهٔ فریدون فاطمی، تهران ۱۳۶۵، ص ۱۳.